# مصطفى الهوساوي
مصطفى أحمد الهوساوي ولد في (5 أغسطس 1968) هو مواطن سعودي من جدة، وعضو في تنظيم القاعدة، أُتهم بتمويل هجمات 11 سبتمبر على الولايات المتحدة.
تم القبض عليه في 1 مارس 2003 مع خالد شيخ محمد في باكستان، ونقل إلى سجن المخابرات المركزية. ثم نقل إلى معسكر الاعتقال بخليج غوانتانامو في 24 سبتمبر 2003، وما زال معتقلا حتى الآن.